# Turok (серия игр)
Turok — серия игр в жанре first-person shooter, основанная на персонаже комиксов с аналогичным именем. Действие игры происходит в первобытном мире, населённом динозаврами и другими подобными существами. Первые игры серии были разработаны Acclaim Studios Austin (изначально Iguana Entertainment) и изданы Acclaim Entertainment, которая обанкротилась в сентябре 2004 года. Последняя на данный момент игра серии была разработана Propaganda Games и издана Touchstone Games в 2008 году.

## Игры серии

### Turok: Dinosaur Hunter
Первая игра в серии. Разработана Iguana Entertainment и издана Acclaim для консоли Nintendo 64 и ПК в 1997.

### Turok 2: Seeds of Evil
Сиквел Dinosaur Hunter. Выпущена для Nintendo 64 в конце 1998 и портирована на Windows в 1999. Отдельная игра, также под названием Turok 2: Seeds of Evil, была выпущена на Game Boy Color в 1998.

### Turok: Rage Wars
Неканоническая игра серии, выпущенная на Nintendo 64 в 1999. Версия для Game Boy Color была выпущена в 2000.

### Turok 3: Shadow of Oblivion
Сиквел Seeds of Evil. Выпущена в 2000 для Nintendo 64 и Game Boy Color.

### Turok: Evolution
Приквел Dinosaur Hunter. Выпущена на Game Boy Advance, PlayStation 2, Xbox и GameCube в 2002. Портирован на Microsoft Windows в 2003.

### Turok
Перезапуск серии, не имеющий ничего общего с прошлыми играми. Разработана Propaganda Games, издана Touchstone Games и распространялась Disney Interactive Studios. В 2008 выпущена на Xbox 360 и PlayStation 3. Позже, в конце того же года, была портирована на Microsoft Windows.

### Turok: Origins
Игра была анонсирована 12 декабря 2024 года, во время ежегодного мероприятия The Game Awards. Разрабатывается компанией Saber Interactive.

## Отменённые игры серии

### Безымянная игра в серииTurok(Game Boy Advance)
Планироваась к выходу на Game Boy Advance за некоторое время до Turok: Evolution. Отменена.

### Безымянный сиквелTurok: Evolution
После выпуска Turok: Evolution Acclaim Studios Austin выделила небольшую команду для разработки сиквела. Однако проект был отменён, и команда перешла к другим проектам.

### Turok 2
Turok 2, которая должна была стать седьмой игрой в серии и сиквелом игры Turok 2008 года, была отменена в связи с массовыми увольнениями в Propaganda Games.